# Psychotria lovettii
Psychotria lovettii är en måreväxtart som beskrevs av Attila L. Borhidi och Bernard Verdcourt. Psychotria lovettii ingår i släktet Psychotria och familjen måreväxter. Inga underarter finns listade i Catalogue of Life.